# 彭淵材
彭淵材（?—?），又名彭幾。北宋時筠州新昌（今江西宜豐彭源）人。
拱
北宋時曾向朝中献乐书，官至協律郎，而“出入京兆貴人之門十餘年”，以擅長音樂受時人稱奇，與洪覺范奇於詩，鄒元佐奇於命，合稱「新昌三奇」。彭渊材之侄惠洪在《冷斋夜话》稱渊材生平有五恨事：一恨鰣魚多骨，二恨金橘太酸，三恨蓴菜性冷，四恨海棠無香，五恨曾子固不能詩。